# 加伊夫齊 (捷奧菲波利區)
49°42′42″N 26°18′7″E / 49.71167°N 26.30194°E
哈伊夫齊（烏克蘭語：Гаївка）是位於烏克蘭西部的村莊，由赫梅利尼茨基州裡赫梅利尼茨基區的泰奧菲波爾市鎮負責管轄。該村始建於1924年，面積0.99平方公里，海拔高度329米，2001年人口239，人口密度每平方公里240.9人。